# Geumcheon-gu
Geumcheon-gu é um dos 25 gu (distritos de governo local) de Seul, a capital da Coreia do Sul. Foi criado a partir do distrito limítrofe de Guro-gu e pequenas seções de Gwangmyeong em 1995. A sede distrital está localizada na frente da estação Geumcheon-gu Office, em Siheung-dong.
Geumcheon-gu está localizado no canto sudoeste da cidade, ao sul do rio Han. É limitado a oeste pelo rio Anyang, e, parcialmente, a leste pelo monte Gwanak, que domina o panorama sul de Seul.
Muitas empresas de tecnologia estão alojadas em Geumcheon-gu e várias sedes de grandes empresas encontram-se aqui, embora o nível de renda dos habitantes desse distrito seja menor do que a média da cidade.

## Divisões administrativas
- Gasan-dong (가산동 加山洞)
- Doksan-dong (독산동 禿山洞)
- Siheung-dong (시흥동 始興洞)

## Símbolos
- Árvore: Ginkgo biloba
- Flor: Azálea
- Pássaro: Pega-rabuda

## Transportes

### Ferroviário
- Korail

- Linha 1 do Metrô de Seul (Linha Gyeongbu)

(Guro-gu) ← Gasan Digital Complex—Doksan—Geumcheon-gu Office (antigamente Estação Siheung) → (Anyang)
- Seoul Metropolitan Rapid Transit Corporation

- Linha 7 do Metrô de Seul

(Guro-gu) ← Gasan Digital Complex → (Gwangmyeong)